# Somavansha
La dinastia Somavansha o Chandravansha (també Aila) és una mitològica nissaga dels kxatriyes Varna (la casta guerrera dirigent) que es deia descendent de la Lluna (Soma o Chandra) mentre que les altres cases dirigents afirmaven descendir del Sol (Surya). Així els somavanshi o Chandravanshi són la dinastia lunar i els suryavanshi són la dinastia solar. La dinastia també anomenada Aila o dels Ailes va governar a l'antiga Índia. El ancestre era Ila i el fundador fou el seu fill Pururavas (conegut com a Aila, que vol dir "fill d'Ila").
El Mahabharata (Sabha Parva: 14) diu sobre els Ailes que "les nombroses línies reals i altres línies ordinàries dels Kshatriya es presentaven com els descendents d'Aila i d'Ikshvaku; els descendents d'Aila, igual que els reis de la branca d'Ikshvaku, es van dividir en cent dinasties separades". Segons el Mahabharata, el progenitor de la dinastia Aila, va governar a Pratishthana, mentre que el seu fill Shashabindu va governar al país de Bahli.